# Giovanni Francesco Grossi
Giovanni Francesco Grossi, detto Siface (Chiesina Uzzanese, 12 febbraio 1653 – Malalbergo, 29 maggio 1697), è stato uno dei massimi castrati italiani del XVII secolo.
Il soprannome gli derivò da una magistrale interpretazione del ruolo di Siface del melodramma Scipione Africano di Francesco Cavalli e Nicolò Minato, al teatro Tordinona di Roma nel carnevale 1671.

## Biografia
Figlio di Giovanni di Pellegro di Chiesina Uzzanese, e di Ortensia De Cesari di Lucca, ancor giovane si trasferì a Roma, dove probabilmente studiò, forse con Bernardo Pasquini che era nativo della vicina Massa in Valdinievole, delle cui opera fu spesso interprete nelle prime rappresentazioni.
Nel dicembre 1669 entrò al servizio del principe Giovan Battista Borghese, rimanendovi fino all'aprile 1673. Da maggio 1673 fu cantore a S. Giacomo degli Spagnoli e nell'aprile 1675 entrò come soprano nella Cappella Pontificia, dalla quale si dimise, però, due anni dopo per intraprendere con maggiore libertà la carriera di cantante d'opera. 
Il successo conseguito nello Scipione Africano di Cavalli al Tordinona nel 1671 dovette infatti essere determinante per la successiva carriera operistica come mezzosoprano o contralto castrato.
Nell'ottobre 1672, nel palazzo Chigi di Ariccia, cantò nel Tirinto, di Bernardo Pasquini (libretto Giovanni Filippo Apolloni).
Nel carnevale 1673 cantò ne L'Alcasta, di Bernardo Pasquini (libretto Giovanni Filippo Apolloni), e nell'Eliogabalo di Giovanni Antonio Boretti al teatro Tordinona. 
Nell'anno santo 1675 fu tra i principali interpreti di un ciclo di 14 oratori dei maggiori compositori attivi a Roma, come Ercole Bernabei, Giovan Battista Mariani, Antonio Masini, Alessandro Melani, Bernardo Pasquini, e Alessandro Stradella, tutti eseguiti presso la chiesa di S. Giovanni dei Fiorentini a Roma.
Negli anni tra il 1674 e il 1678 cantò negli oratori di diversi compositori: Bernabei, Francesco Foggia, Paolo Lorenzani, Masini, A. Melani, presso l'oratorio dell'Arcicofraternita del Ss. Crocifisso di S. Marcello.
Nel 1678 debuttò a Venezia nel Vespasiano di Carlo Pallavicino, opera con cui venne inaugurato il Teatro San Giovanni Grisostomo. Nel 1680, nello stesso teatro cantò nella prima di Il ratto delle Sabine di Pietro Simone Agostini. 
Nel carnevale 1681, di nuovo a Roma, al teatro della Pace, cantò nel Lisimaco di Bernardo Pasquini (libretto Giacomo Sinibaldi).
Dal 1681 fu al servizio del duca di Modena Francesco II, e poi del successore Rinaldo I d'Este, esibendosi regolarmente nei teatri di Modena e Reggio, ma anche di Venezia, Parma e Bologna fino all'ultimo anno della sua vita. 
Nell'autunno del 1683 si recò a Napoli, insieme a una compagnia di cantanti, strumentisti e scenografi fatti venire da Roma dal viceré marchese del Carpio, per portare in scena due opere di Alessandro Scarlatti: nel dicembre 1683 la Psiche overo Amore innamorato e nel carnevale 1684 il Pompeo.
Nel 1687 si recò a Londra, su invito della regina Maria Beatrice d'Este, sorella del duca di Modena, alla corte del re Giacomo II Stuart. A Londra si esibì con successo sia nella cappella cattolica di Giacomo II d'Inghilterra sia nella casa di Samuel Pepys. Il memorialista John Evelyn, che assistette a quest'ultima esibizione, ammirò la «resistenza e la delicatezza con cui [Siface] teneva a lungo una nota, smorzandola con leggerezza e dolcezza», anche se non trovò altrettanto ammirevole il comportamento del cantante, che giudicò «lascivo, effeminato, falsamente modesto ma altezzosamente presuntuoso» Il compositore Henry Purcell gli rese omaggio con un brano per clavicembalo dal titolo Sefauchi's farewell (L'addio di Siface), pubblicato nella sua raccolta Musick's Handmaid, 1689, scritto probabilmente in occasione della partenza da Londra del cantante.
Morte
A quanto pare, Siface, per quanto fosse castrato, intratteneva una relazione con la nobildonna bolognese Maria Maddalena Marsili Duglioli, vedova del conte modenese Gaspari Forni. I fratelli della Marsili, Giorgio e Alessandro, considerando indecorosa tale relazione, oltretutto pubblicamente ostentata dal cantante, tentarono dapprima di convincere il duca di Modena, protettore di Siface, ad allontanarlo da Bologna; poi, visto il rifiuto del duca, fecero rinchiudere Maria Maddalena nel convento di San Lorenzo a Bologna. Dopo qualche anno, tuttavia, nel 1697 Siface fu chiamato a cantare nel teatro Malvezzi di Bologna nell'opera Perseo e la relazione ebbe modo di riprendere. Giorgio e Alessandro Marsili decisero quindi di eliminare definitivamente il cantante che, dal loro punto di vista, disonorava la sorella e la famiglia. Il 29 maggio 1697, Siface stava rientrando da Ferrara a Bologna, allorché la sua carrozza, giunta al Passo della Catena, nel comune di Vigarano Mainarda (Ferrara), fu fermata da quattro loschi figuri, che lo fecero scendere, gli spararono tre colpi di archibugio e lo finirono fracassandogli il cranio. Il corpo di Siface fu ricondotto a Ferrara, dove il nobile reggiano Achille Taccoli, commissario del duca di Modena, gli fece «celebrar le esequie più convenevoli» nella chiesa di S. Paolo; qui venne sepolto, presso la porta della sacrestia, come ricorda la lapide che vi è collocata, con l'iscrizione «Johannis Francisci Grossi alias Siface cineres 1697». Il duca di Modena rimase sconvolto dall'assassinio del cantante al suo servizio e, dopo lunghe trattative diplomatiche, essendo il fatto avvenuto nei territori dello Stato Pontificio, ottenne che i fratelli Marsili, come mandanti dell'omicidio, fossero arrestati e poi mandati in esilio dalle legazioni di Bologna e Ferrara.
Pochi anni prima di morire, quale tributo alla sua terra d'origine, Siface aveva voluto sovvenzionare la realizzazione nel Duomo di Pescia del nuovo altare maggiore, che venne scolpito in marmi policromi dall'artista Giuseppe Vaccà di Carrara.